# Норонья, Антан де
Дон Анта́н де Норо́нья (порт. Antão de Noronha); 1520—1569) — португальский военачальник, представитель знатного и высокопоставленного рода Норонья, 9-й вице-король и 23-й губернатор Португальской Индии (1564—1568).

## Краткая биография
Согласно классификации Мануэла де Фарии-и-Созы, Антан де Норонья был 9-м вице-королём и 23-м губернатором Португальской Индии. Он был третьим представителем рода Норонья, удостоившегося столь почётного титула и важной государственной должности. За время его пребывания на высоком посту произошло два важных исторических события: прошение о прекращении огня уставшего от сражений с португальцами правителя Каннура и начало возведения стены вокруг Гоа.
Дон Антан де Норонья был побочным ребёнком дона Жуана де Нороньи и внуком дона Фернанду де Менезеша, 2-го маркиза де Вила Реал. Также приходился племянником Афонсу де Норонье, 5-му вице-королю Индии, вместе с которым прибыл в Азию. В 1552 году дядя доверил племяннику командование эскадрой с которой он попытался взять Басру, но, найдя город хорошо укреплённым, не отважился на приступ и вернулся в Гоа. В следующем году дядя отправил племянника с другой эскадрой на защиту Ормуза, назначив его комендантом этой крепости (Capitão de Ormuz). Антан де Норонья захватил в плен турецкого адмирала, но тому удалось бежать. В одной из экспедиций комендант Ормуза получил перелом ноги и остался хромым на всю оставшуюся жизнь. Норонья пробыл на посту коменданта крепости Ормуз до 1556 года, но в 1558 году принявший полномочия губернатора Индии Конштантину де Браганса вновь назначил его туда же на ту же должность. Норонья прослужил в Ормузе ещё 3 года, заслужил репутацию отважного командира, и в 1561 году вместе с Конштантину де Браганса вернулся в Португалию. 
24 февраля 1564 года был назначен вице-королём Индии, куда отбыл 19 марта. 3 сентября в Гоа вошёл в должность. Однако для исполнения столь важных функций по управлению португальских владений на Востоке одной воинской доблести было недостаточно. Обычно после мессы вице-король проводил время в беседах с иезуитами, оставляя важные дела без должного внимания. Коменданты крепостей действовали по собственному усмотрению, поскольку не получали инструкций из Гоа. Во время его правления Каннур и Малакка героически выдержали осады, в Мангалуре была заложена крепость. В период полномочий Нороньи в качестве вице-короля из Лиссабона в Индию были направлены по 4 больших корабля ежегодно в 1565, 1566 и 1567 годах.
10 сентября 1568 года Антан де Норонья передал полномочия Луишу де Атаи́де. 2 февраля 1569 года он покинул Индию и направился в Португалию, но умер во время путешествия до того, как корабль достиг мыса Доброй Надежды. В его завещании было обнаружено пожелание, что бы его правую отрубленную руку поместили в гробницу дона Нуну Алвареша Перрейры, а тело бросили в море.